# Roe (fiume Stati Uniti d'America)
Il Roe è un fiume degli Stati Uniti d'America che scorre fra Giant Springs e il fiume Missouri, del quale è un affluente, nella contea di Cascade nello Stato del Montana. Sebbene sia stato considerato dal Guinness dei primati il fiume più corto del mondo per la sua lunghezza pari a 61 metri, il record attuale spetta al Reprua (27 metri).